# Charançon de la patate douce
Taxons concernés
Les charançons de la patate douce sont des espèces d'insectes coléoptères qui attaquent les cultures de patates douces (Ipomoea batatas). Ces espèces appartiennent aux familles des Curculionidae et Brentidae (ex-Curculionidae). L'espèce la plus commune est Cylas formicarius, qui est présente dans toute la zone de culture de la patate douce. Les dégâts sont dus aux larves qui creusent des galeries dans les tiges et les racines tubérisées, y compris en phase de stockage.

## Principales espèces
- Cylas brunneus[1] (charançon de la patate douce, Brentidae)
- Cylas formicarius (charançon de la patate douce, Brentidae)
- Cylas puncticollis[2] (charançon africain de la patate douce, Brentidae)

- Euscepes postfasciatus[3] (charançon antillais de la patate douce[4], Curculionidae)